# Constant Fornerod
Constant Fornerod, född den 30 maj 1819 i Avenches, kantonen Vaud, död den 27 november 1899 i Bettens, var en schweizisk politiker.
Fornerod tog en livlig del i de politiska rörelserna i sin hemkanton 1844–1845. Efter att ha varit president i kantonens statsråd, blev han 1857 schweiziska förbundsrådets president, 1865 dess vicepresident och 1866 åter dess president. År 1867 avgick han från detta den schweiziska förbundsstatens högsta ämbete för att överta direktörsbefattningen i finansinstitutet Crédit Franco-Suisse i Genève. Företaget gick i konkurs 1870 och som ansvarig direktör dömdes han 1874 till tre års fängelse.